# Amwrosij Buczma
Amwrosij Maksymilianowycz Buczma (ukr. Амвросій Максиміліанович Бучма, ur. 14 marca 1891 we Lwowie, zm. 6 stycznia 1957 w Kijowie) – ukraiński aktor i reżyser.

## Życiorys
W latach 1905–1914 występował m.in. w teatrze Ruśka besida w Kijowie, w 1920 współorganizował Teatr im. Iwana Franki w Winnicy, 1922–1926 występował w teatrze Berezil, a od 1936 w Teatrze im. Iwana Franki w Kijowie, 1930–1936 występował w Charkowie. W 1940 został profesorem wyższej szkoły teatralnej w Kijowie. Grał role psychologiczne i komediowe. Zagrał też role w kilkunastu filmach, m.in. Ukrazija (1925), Taras Triasiło (1927), Arsenał (1929), Wiatr ze wschodu (1940), Iwan Groźny (1944), Iwan Groźny: Spisek bojarów (1945), Dusze nieujarzmione (1945) i As wywiadu (1947). 4 stycznia 1944 otrzymał tytuł Ludowego Artysty ZSRR. Był dwukrotnym laureatem Nagrody Stalinowskiej. Został odznaczony Orderem Lenina i dwoma Orderami Czerwonego Sztandaru Pracy.